# Misto Esporte Clube
Misto Esporte Clube é um clube brasileiro de futebol com sede em Três Lagoas, no estado de Mato Grosso do Sul. Suas cores são o preto e o branco. Manda seus jogos no estádio Estádio Benedito Soares Mota (Madrugadão), com capacidade para 6.500 mil espectadores. A sua fundação oficializada na Federação ocorreu a 1 de janeiro de 1992.

## História
Todavia, sua criação ocorreu no dia 1º de maio de 1987, em um torneio do Dia dos Trabalhadores, realizado no bairro Vila Carioca, onde sagrou-se campeão. Neste evento surgiu o nome do clube, uma sugestão feita pela mesária da competição no momento da inscrição, uma vez que cada atleta da equipe pertencia a um bairro diferente, sendo então definido o nome Misto.
Em 1999, o presidente do clube teve o seu sonho realizado, tornar o Misto Esporte Clube em um time profissional. Então em 2000 a Federação de Futebol de Mato Grosso do Sul colocou o time na série B, que alcançou o 7ª lugar e foi para o Campeonato Sul-Mato-Grossense de Futebol. Em 2004, por não tem participado, foi rebaixado para a série B. Em 2005 chegou na semi-final da série B, perdendo nos pênaltis para o Sete de Setembro de Dourados. Em 2008 voltou a Série A e foi vice-campeão sul-mato-grossense.
O Misto Esporte Clube participou pela primeira vez de um campeonato nacional, a Copa do Brasil de Futebol. Na primeira fase, enfrentou o Campinense da Paraíba, derrotando-o apenas na disputa por pênaltis. Na segunda fase, enfrentou o poderoso Corinthians de São Paulo, onde perdeu por 2 a 0, mas a passagem para a segunda fase trouxe bastante orgulho tanto para o povo três-lagoense, tanto para os sul-mato-grossenses.
Em 13 de agosto de 2011, o Misto conquistou o primeiro título de sua história, a equipe de Três Lagoas empatou em 0 a 0 com a equipe Colorado no Madrugadão e sagrou-se campeão estadual da série B 2011. A equipe que já estava assegurada na primeira divisão, havia empatado o primeiro jogo em Caarapó, e tinha a vantagem de jogar por dois empates por ter feito a melhor campanha no quadrangular semifinal.
Em 2018, o Misto se licenciou das competições estaduais, sua última competição havia sido a Série B Sul-Mato-Grossense de 2017. Em 2023 o clube retornou para a disputa da Série B Sul-Mato-Grossense.

## Títulos
| ESTADUAIS | ESTADUAIS                               | ESTADUAIS | ESTADUAIS  |
|           | Competição                              | Títulos   | Temporadas |
| --------- | --------------------------------------- | --------- | ---------- |
|           | Campeonato Sul-Mato-Grossense - Série B | 1         | 2011       |
|           | Campeonato sul-mato-grossense- sub- 17  | 1         | 2006       |

## Estatísticas

### Participações
|  | Participações em 2023 |

| Competição         | Competição                       | Temporadas | Melhor campanha     | Anos                            | P | R |
| Mato Grosso do Sul | Campeonato Sul-Mato-Grossense    | 11         | Vice-campeão (2008) | 2000-2002, 2008-2010, 2012-2016 |   | 2 |
| Mato Grosso do Sul | Série B                          | 6          | Campeão (2011)      | 2005-2007, 2011, 2017, 2023     | 2 |   |
|                    |                                  |            |                     |                                 |   |   |
|                    | copa são paulo de futebol junior | 2          |                     | 2002,2009                       |   |   |
| Brasil             | Copa do Brasil                   | 1          | 2ª fase (2009)      | 2009                            |   |   |

## Ídolos
- NANINHA
- ALEXANDRE
- HODIRLEY
- RODRIGO GOIANO
- CRISTIANO